# Фрідріх Поске
Ганс-Георг Фрідріх «Фріц» Поске (нім. Hans-Georg Friedrich "Fritz" Poske; 23 жовтня 1904, Берлін — 1 жовтня 1984, Вахтберг) — німецький офіцер-підводник, капітан-цур-зее крігсмаріне і бундесмаріне. Кавалер Лицарського хреста Залізного хреста.

## Біографія
В квітні 1923 року вступив на флот. Служив на міноносці «Альбатрос», легких крейсерах «Кенігсберг» і «Нюрнберг». У жовтні. 1940 переведений в підводний флот. 30 липня 1941 року призначений командиром підводного човна U-504 (Тип IX-C), на якому здійснив 4 походи (провівши в морі в цілому 264 дні). В другому поході потопив 4 кораблі загальною водотоннажністю 26 561 тонн. Всього за час бойових дій потопив 16 кораблів загальною водотоннажністю 85 299 тонн. 
| Дата             | Назва корабля                            | Тип корабля       | Тоннаж | Вантаж                                                                                       | Екіпаж | Загинули | Країна             |
| ---------------- | ---------------------------------------- | ----------------- | ------ | -------------------------------------------------------------------------------------------- | ------ | -------- | ------------------ |
| 22 лютого 1942   | Republic                                 | Паровий танкер    | 5,287  | Баласт (вода)                                                                                | 34     | 5        | США                |
| 22 лютого 1942   | W.D. Anderson                            | Паровий танкер    | 10,227 | 133 360 барелів сирої нафти                                                                  | 36     | 35       | США                |
| 26 лютого 1942   | Mamura                                   | Тепловий танкер   | 8,245  | 11 500 тонн очищеної нафти                                                                   | 56     | 56       | Нідерланди         |
| 16 березня 1942  | Stangarth                                | Торговий пароплав | 5,966  | Державні товари та генеральні вантажі                                                        | 46     | 46       | Британська імперія |
| 29 травня 1942   | Allister                                 | Торговий пароплав | 1,597  | 500 тонн бананів                                                                             | 23     | 15       | Британська імперія |
| 8 червня 1942    | Tela                                     | Торговий пароплав | 3,901  | Генеральні вантажі                                                                           | 54     | 11       | Гондурас           |
| 8 червня 1942    | Rosenborg                                | Торговий пароплав | 1,512  | 1970 тонн бокситів                                                                           | 27     | 4        | Британська імперія |
| 11 червня 1942   | Crijnssen                                | Паровий лайнер    | 4,282  | Продукти харчування                                                                          | 94     | 1        | Нідерланди         |
| 11 червня 1942   | American                                 | Торговий пароплав | 4,846  | 6500 тонн марганцевої руди, кави, мішків, джуту та нафти                                     | 38     | 4        | США                |
| 14 червня 1942   | Regent                                   | Торговий пароплав | 3,280  | Військові матеріали                                                                          | 25     | 11       | Латвія             |
| 17 жовтня 1942   | Empire Chaucer                           | Торговий пароплав | 5,970  | 2000 тонн чавуну та 6500 тонн генеральних вантажів, включаючи чай та мішки з поштою          | 50     | 3        | Британська імперія |
| 23 жовтня 1942   | City of Johannesburg                     | Торговий пароплав | 5,669  | 7750 тонн генеральних вантажів, у тому числі 2000 тонн чавуну, бавовни, джуту та чаю         | 90     | 4        | Британська імперія |
| 26 жовтня 1942   | Anne Hutchinson (безповоротно втрачений) | Торговий пароплав | 7,176  | 8000 барелів нафти та баласт                                                                 | 57     | 3        | США                |
| 31 жовтня 1942   | Empire Guidon                            | Торговий пароплав | 7,041  | 7032 тонни військових товарів, генеральних вантажів та вугілля                               | 57     | 5        | Британська імперія |
| 31 жовтня 1942   | Reynolds                                 | Торговий пароплав | 5,113  | Військові товари                                                                             | 47     | 47       | Британська імперія |
| 3 листопада 1942 | Porto Alegre                             | Торговий пароплав | 5,187  | 3500 тонн генеральних вантажів, у тому числі деревини, пальмової олії, кави, рису та бавовни | 58     | 1        | Бразилія           |

5 січня 1943 року призначений командиром 1-ї підводної навчальної дивізії. В кінці війни очолив спеціальний штаб формування піхотних підрозділів з особового складу ВМС. У травні 1945 року взятий в полон. В квітні 1946 року звільнений. В січні 1951 року вступив на службу в ВМС ФРН. 31 березня 1963 року вийшов у відставку.

## Звання
- Кандидат в офіцери (квітень 1923)
- Фенріх-цур-зее (1 квітня 1925)
- Оберфенріх-цур-зее (1 травня 1927)
- Лейтенант-цур-зее (1 жовтня 1927)
- Оберлейтенант-цур-зее (1 липня 1929)
- Капітан-лейтенант (1 квітня 1935)
- Корветтен-капітан (1 січня 1939)
- Фрегаттен-капітан (1 лютого 1943)
- Капітан-цур-зее (1 жовтня 1943)

## Нагороди
- Медаль «За вислугу років у Вермахті» 4-го і 3-го класу (12 років; 2 жовтня 1936) — отримав 2 медалі одночасно.
- Залізний хрест
  - 2-го класу (2 жовтня 1939)
  - 1-го класу (3 квітня 1942)
- Відзначений у Вермахтберіхт
  - «Підводний човен під командуванням корветтен-капітана Поске особливо відзначився в операціях німецьких підводних човнів в американській зоні.» (21 березня 1942)
- Нагрудний знак підводника (2 квітня 1942)
- Лицарський хрест Залізного хреста (6 листопада 1942) — за потоплення 15 кораблів.
- Хрест Воєнних заслуг
  - 2-го класу з мечами (1 вересня 1944)
  - 1-го класу з мечами (30 січня 1945)
- Орден «За заслуги перед Федеративною Республікою Німеччина», офіцерський хрест